# Arabis macdonaldiana
Arabis macdonaldiana là một loài thực vật có hoa trong họ Cải. Loài này được Eastw. mô tả khoa học đầu tiên năm 1903.